# Economía de Bangladés
Bangladés ha experimentado un notable crecimiento desde su independencia en 1971. Antes, la mayoría de exportaciones se basaban en la industria del yute. Esta industria empezó a caer cuando los productos de polipropileno empezaron a ganar popularidad frente a los productos del yute. En el PIB per cápita, Bangladés experimentó un espectacular crecimiento económico del 57% en los años 70, descendiendo a un 29% en los 80 y llegando al 24% en los años 90.

## Comercio exterior
En 2020, el país fue el 52o exportador más grande del mundo (US $ 46.6 mil millones, 0.2% del total mundial). En la suma de bienes y servicios exportados, alcanza los US $ 45,1 mil millones, ocupando el puesto 57 en el mundo. En términos de importaciones, en 2019, fue el 46.º mayor importador del mundo: 53,3 mil millones de dólares.

## Sector primario

### Agricultura
Bangladés produjo en 2019:
- 54,5 millones de toneladas de arroz (cuarto productor mundial);
- 9,6 millones de toneladas de papa (sexto productor mundial);
- 3,5 millones de toneladas de maíz;
- 3,1 millones de toneladas de caña de azúcar;
- 1,8 millones de toneladas de cebolla (octavo productor mundial);
- 1,6 millones de toneladas de yute (segundo productor mundial, solo detrás de la India);
- 1,4 millones de toneladas de  mango (incluido mangostán y guayaba) (décimo productor mundial);
- 1 millón de toneladas de trigo;
- 833 mil toneladas de plátano;
- 634 mil toneladas de calabaza;
- 466 mil toneladas de ajo (tercer productor mundial);
- 431 mil toneladas de coco;
- 387 mil toneladas de tomates;
- 316 mil toneladas de nuez de areca;
- 311 mil toneladas de colza;
- 228 mil toneladas de melón;
- 217 mil toneladas de piña;
- 175 mil toneladas de lentejas;
- 135 mil toneladas de papaya;
- 128 mil toneladas de tabaco;
- 110 mil toneladas de soja;
- 90 mil toneladas de té;
- 81 mil toneladas de algodón;

Además de otras producciones de otros productos agrícolas.

### Ganadería
En ganadería, Bangladés produjo, en 2019, 2.700 millones de litros de  leche de cabra (segundo productor mundial), 837 millones de litros de leche de vaca, 203 mil toneladas de carne de pollo, 190 mil toneladas de carne de res, entre otros.

## Sector secundario

### Industria

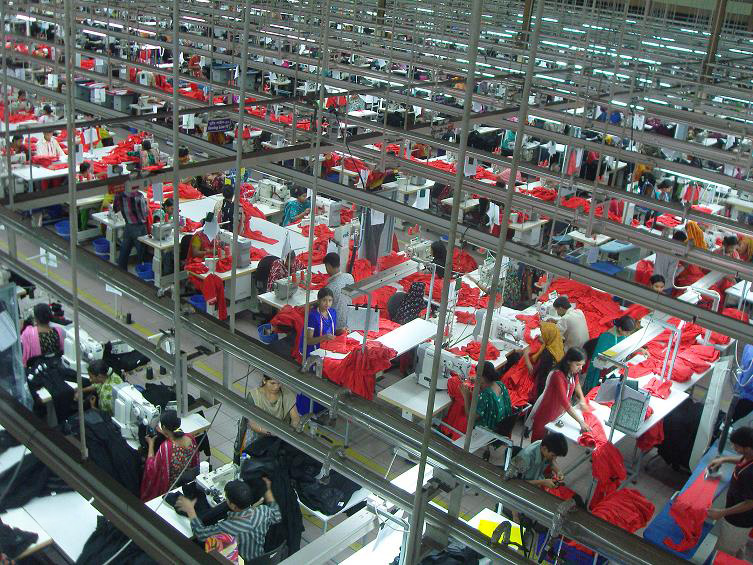
Fábrica de ropa en Bangladés.

El Banco Mundial enumera los principales países productores cada año, según el valor total de la producción. Según la lista de 2019, Bangladés tenía la 33a industria más valiosa del mundo ($ 57,2 mil millones).
En 2019, Bangladés casi no produjo  vehículos y fue el vigésimo mayor productor de acero del mundo (9 millones de toneladas). En 2018, el país fue el sexto productor mundial de aceite de coco (62 mil toneladas).

### Energía
En energías no renovables, en 2020, el país fue el 81.er productor mundial de petróleo, con una producción casi nula. En 2011, el país consumió 109 mil barriles / día (74o mayor consumidor del mundo). El país fue el 65º mayor importador de petróleo del mundo en 2012 (25 mil barriles / día). En 2020, el país fue el 27.º productor mundial de gas natural (26,1 mil millones de m³ por año). En 2019, fue el 30.º mayor consumidor (34,4 mil millones de m³ por año). El país tampoco produce carbón.
En energías renovables, en 2020, Bangladés no produjo energía eólica, y fue el 55.º productor mundial de energía solar, con 0,3 GW de potencia instalada.

## Sector terciario

### Turismo
En 2017, el país recibió 1.0 millón de turistas internacionales. Los ingresos por turismo este año fueron de $ 300 millones.

## Situación
Desde 1971 el país ha recibido 30 billones de dólares, y 15 ya han sido desembolsados. Los mayores donantes son el Banco Mundial, el Banco asiático de desarrollo, el Programa de desarrollo de las Naciones Unidas, los Estados Unidos, Japón, Arabia saudita y Europa oriental. Con cerca de la mitad de la población por debajo de la línea de la pobreza, Bangladés posee el índice de pobreza más alto del sureste asiático y el tercero en el mundo, por detrás de India y China. Como otros países en la misma situación de desarrollo, Bangladés tiene un gran déficit fiscal, y grandes deficiencias en la calidad de los servicios públicos.

## Industria textil
Muchas multinacionales occidentales utilizan mano de obras en Bangladés, uno de los países más baratos del mundo: 30 euros al mes, frente a los 150 o 200 de China. Cuatro días son suficientes para que el CEO de una de las cinco marcas textiles más importantes del mundo gane lo que una trabajadora de la confección de Bangladés ganará durante su vida.
En abril de 2013, al menos 1.135 trabajadores textiles murieron en el colapso de su fábrica. Otros accidentes mortales debidos a fábricas insalubres han afectado a Bangladés: en 2005 una fábrica se derrumbó y causó la muerte de 64 personas. En 2006, una serie de incendios causó la muerte de 85 personas e hirió a otras 207. En 2010, unas 30 personas murieron por asfixia y quemaduras en dos incendios graves. En 2006, decenas de miles de trabajadores se movilizaron en uno de los mayores movimientos de huelga del país, que afectó a casi todas las 4.000 fábricas. La Asociación de Fabricantes y Exportadores de Prendas de Vestir de Bangladés (BGMEA) utiliza las fuerzas policiales para reprimir la situación. Tres trabajadores fueron asesinados, cientos más fueron heridos de bala o encarcelados. En 2010, después de un nuevo movimiento de huelga, casi 1000 personas resultaron heridas entre los trabajadores como resultado de la represión.

## Agricultura e industria
La mayoría de la población de Bangladés vive de la agricultura. A pesar de que el arroz y el yute son los principales cultivos, el maíz y las legumbres han asumido gran importancia. Debido a la irrigación muchos agricultores han sustituido sus cultivos tradicionales por el maíz, utilizado principalmente para alimentar aves de granja.
Uno de los mayores desafíos es el incremento de la producción alimenticia, para satisfacer la creciente población del país sin necesidad de depender de otras naciones.  
En la tierra se cultiva yute y arroz principalmente. Aun así, se calcula la que un 10-15% de la población padece de desnutrición. Además, la agricultura depende de su irrigación y la existencia de monzones en un porcentaje bastante importante. El país posee reservas limitadas de carbón y petróleo. 
La industria es débil, aunque cuenta con mucha mano de obra barata, pero no ha gozado de la reciente industrialización de otros países, como Indonesia.
La industria textil de Bangladés, se basa en fábricas de telas con terribles condiciones laborales, que aportan en torno al 80% de los productos que Bangladés exporta —casi 20.000 millones de euros—, y emplea a tres millones de personas en unas 4500 fábricas, situadas en las afueras de Daca (14 millones de habitantes).
En el cinturón industrial de Ashulia cientos de miles de personas, tejen prendas de vestir en  fábricas que componen la Zona de Procesamiento de Exportaciones pilar  de la industria textil del país. Las jornadas son de 54 horas de trabajo a la semana, y siempre bajo la amenaza de derrumbes o incendios, la mayoría de los trabajadores cobra el salario mínimo más bajo del planeta: 3.000 takas (menos de 30 euros) al mes.